# Bandeira branca-azul-branca
Bandeira branca-azul-branca (em russo:  Бело-сине-белый флаг, БСБ) é uma bandeira que se tornou um símbolo de protestos anti-guerra em 2022 na Rússia durante a guerra russo-ucraniana (invasão russa da Ucrânia). A bandeira foi mencionada pela primeira vez no Twitter em 28 de fevereiro de 2022, após o que se espalhou entre as forças de oposição russas. Segundo os ativistas, a bandeira é antes de tudo um símbolo de união das pessoas pela paz e liberdade. A continuidade com a versão anterior da bandeira de Veliky Novgorod também foi notada. Uma das instituições de governo mais importantes da República de Novgorod era a "Câmara de Novgorod", que limitava os poderes do príncipe em contraste com o principado de Vladimir-Suzdal.

## Padronização de tamanho e cor
| Cor     | Branco      | Azul       | Branco      |
| ------- | ----------- | ---------- | ----------- |
| Pantone | Branco      | 2925C      | Branco      |
| CMYK    | 0,0,0,0     | 100,41,5,0 | 0,0,0,0     |
| RGB     | 255.255.255 | 0.131.214  | 255.255.255 |
| HTML    | #FFFFFF     | #0083D6    | #FFFFFF     |

## História

A bandeira da cidade de Novogárdia Magna em 1994-2006

A bandeira do estado da Federação Russa de 1991 a 1993

O primeiro lugar conhecido a usar a bandeira branca-azul-branca foi o site do estado virtual da República de Novgorod ("República de Novgorod"), que apareceu em 2006 (as primeiras páginas do site no arquivo da web datam de 2010). A bandeira foi baseada na então bandeira oficial de Veliky Novgorod. Segundo o criador do site, o programador americano Martin Posthumus, o projeto foi concebido como um exemplo de uma história alternativa em que as tropas da República de Novgorod derrotaram as tropas do Principado de Moscou na Batalha de Shelon.
Em um post datado de 25 de novembro de 2013, um usuário de LJ truvor mencionou a bandeira branca-azul-branca de Novgorod "sem o brasão de Catarina" como "uma ótima escolha para nossa futura república". Segundo ele, “Novgorod, mesmo completamente destruído e pisoteado, é um fantasma da Rússia real. A Horda, que se apropriou da história da Rússia, sente inconscientemente a ameaça da insurreição da Rússia do túmulo em Novgorod".
Foi proposto pela primeira vez para uso como bandeira alternativa da Rússia pelo usuário do LiveJournal Andrei Chudinov em 22 de agosto de 2019.
Em conexão com os protestos contra a guerra, foi mencionado pela primeira vez no Twitter em 28 de fevereiro de 2022 e foi amplamente aceito pelas forças da oposição. Foi usado em protestos anti-guerra em Tbilisi, Geórgia, bem como na Alemanha, em Chipre e Yekaterinburg, Rússia.
Segundo ativistas, simboliza a luta pela paz e liberdade de pensamento. A combinação de cores também lembra a antiga bandeira de Veliky Novgorod como memória das tradições da República de Novgorod. Segundo o site oficial da bandeira, é um símbolo da futura 'Rússia Livre', que não parasita os símbolos do passado, livre de associações com imperialismo, militarismo e líderes autoritários da Rússia.
Segundo alguns ativistas, a principal diferença da bandeira russa - a falta de uma faixa vermelha - é um símbolo de protesto, pois rejeita o culto da guerra, da expansão militar, mostra uma nova página na história russa, onde não há lugar por autocracia, militarismo, violência e sangue. Segundo eles, a aparência da bandeira foi inspirada nos símbolos do período estatal de Veliky Novgorod, que, segundo ativistas, era o centro da República de Novgorod e é o único candidato ao título de verdadeira democracia na história da Rússia. A semelhança com a bandeira do BCHB é chamada de simbolismo especial. As próprias cores, segundo alguns ativistas, caracterizam a paz, a pureza, a prudência (branco), assim como a verdade e a justiça (azul).
A faixa azul do meio está próxima da cor da bandeira russa, que foi usada entre 1991 e 1993.
Membros da Legião da Liberdade da Rússia (em russo:  Легион «Свобода России», transl. Legion "Svoboda Rossii"), composta por russos que desertaram das Forças Armadas Russas para a Ucrânia, se junto a Legião Internacional de Defesa Territorial da Ucrânia, foram vistos usando a bandeira como símbolo.

## A oposição das autoridades
Em 6 de março de 2022, uma moradora de Moscou, Anna Dubkova, foi detida por um policial como parte do plano de "interceptação" por causa da bandeira branca-azul-branca colocada em seu carro. O protocolo afirma que a bandeira é um símbolo de "... protestos anti-guerra espalhados entre as forças da oposição". O tribunal condenou Anna Dubkova a 15 dias de prisão nos termos do artigo 19.3 do Código de Ofensas Administrativas.

## Galeria

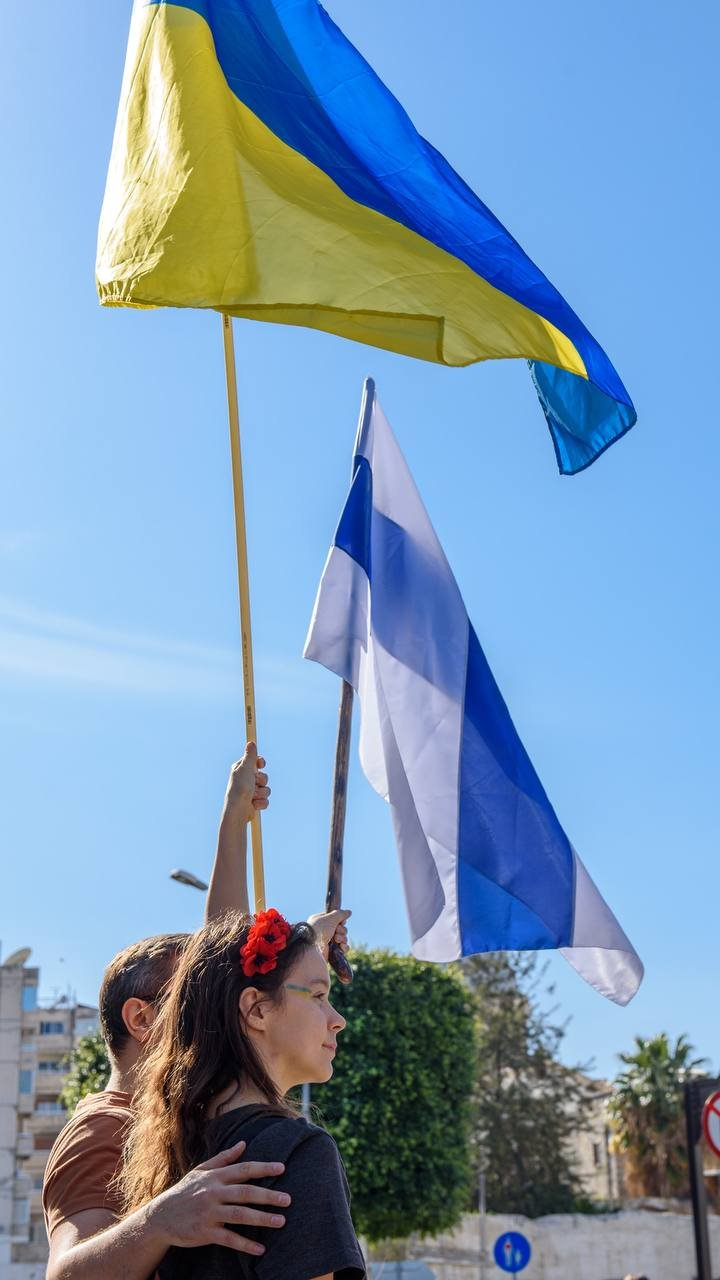
A bandeira do estado da Ucrânia e a bandeira de protesto russa
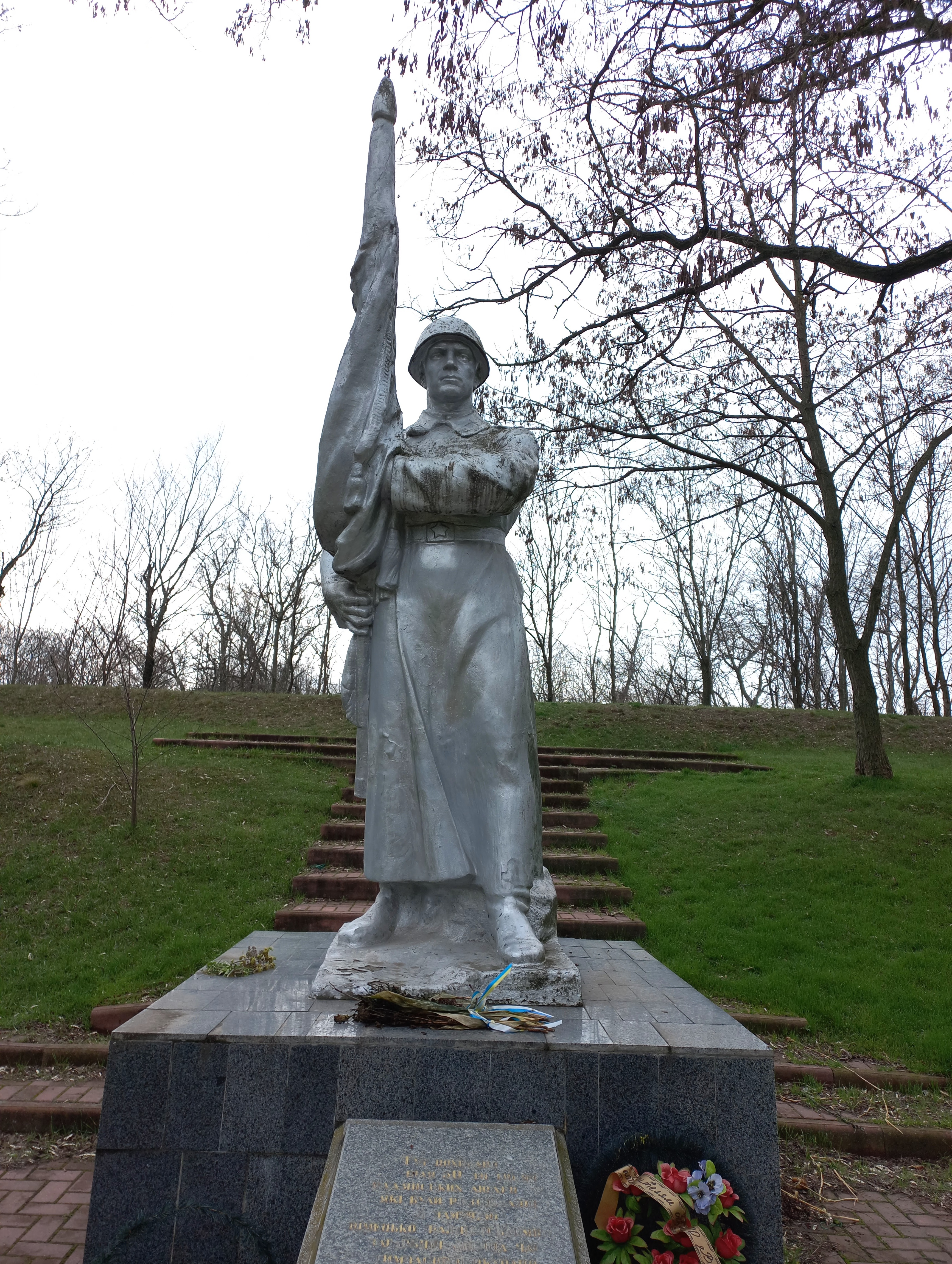
No monumento às vítimas do nazismo, Fortaleza de Santa Isabel (Kropyvnytsky), Ucrânia

## Sinalizadores semelhantes

Bandeira de Veliky Novgorod 1994-2006
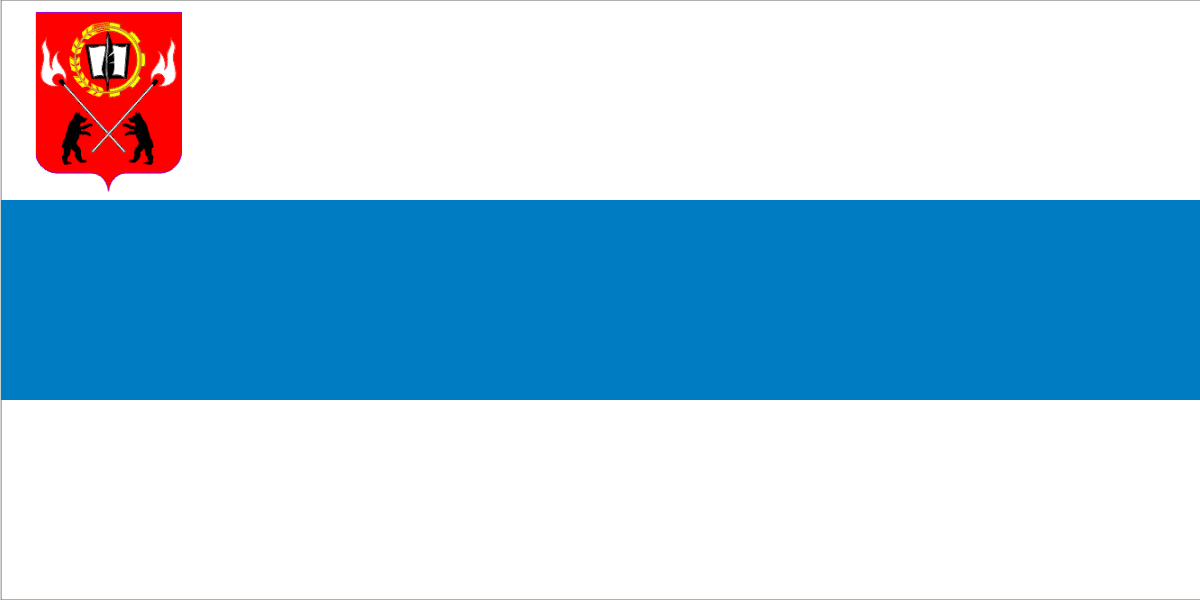
Bandeira do distrito de Chudiv da região de Novgorod 1997-2008
Bandeira do estado virtual de Veishnoria
Bandeira do cantão suíço de Zug
Bandeira da província argentina de Tucumã
Bandeira da Marinha do Império Russo até 1917 e da Marinha da Federação Russa desde 1991, e do Porto da Corunha e de Galiza no século XIX.
Bandeira naval da frota do Mar Negro e do Mar de Azov da Marinha Russa